# Out(Fn)
In matematica, Out(Fn) è il gruppo degli automorfismi esterni di un gruppo libero su n generatori. Questi gruppi svolgono un ruolo importante nella teoria geometrica dei gruppi.

## Spazio esterno
Out(Fn) agisce geometricamente su un complesso di celle noto come spazio esterno di Culler-Vogtmann, che può essere definito come lo spazio di Teichmüller per una rosa.

### Definizione
Un punto dello spazio esterno è essenzialmente un {\displaystyle \mathbb {R} }-grafo {\displaystyle X}omotopicamente equivalente ad una rosa di n cerchi unitamente ad una classe scelta libera, omotopicamente equivalente da {\displaystyle X} alla rosa di n cerchi. Un {\displaystyle \mathbb {R} }-grafo è solo un grafo ponderato con pesi in {\displaystyle \mathbb {R} }. La somma di tutti i pesi dovrebbe essere 1 e tutti i pesi dovrebbero essere positivi. Per evitare ambiguità (e per ottenere uno spazio di dimensione finita) è inoltre richiesto che la valenza di ciascun vertice sia almeno 3.
Una definizione più descrittiva che evita l'equivalenza dell'omotopia {\displaystyle f} è la seguente.
Possiamo fissare un'identificazione del gruppo fondamentale di una rosa di n cerchi con il gruppo libero {\displaystyle F_{n}} in {\displaystyle n} variabili. Inoltre, possiamo scegliere un albero massimale in {\displaystyle X} e una direzione per ogni arco rimanente. Assegneremo ora a ciascun bordo rimanente {\displaystyle e} una stringa in {\displaystyle F_{n}} nel seguente modo. Consideriamo il cammino chiuso che inizia con {\displaystyle e} e poi ritorna all'origine di {\displaystyle e} nell'albero massimale. Componendo questo cammino con {\displaystyle f} otteniamo un cammino chiuso in una rosa di n cerchi e quindi un elemento del suo gruppo fondamentale {\displaystyle F_{n}}. Questo elemento non è ben definito; se sostituiamo {\displaystyle f} con un'omotopia libera otteniamo un altro elemento. Si scopre che questi due elementi sono coniugati tra loro, e quindi possiamo scegliere l'unico elemento ciclicamente ridotto in questa classe di coniugio. Da questi dati è possibile ricostruire il tipo di omotopia libera di {\displaystyle f}. Questa versione ha il vantaggio di evitare la scelta extra di {\displaystyle f} e ha lo svantaggio di creare ulteriore ambiguità, perché bisogna scegliere un albero massimale e un orientamento degli archi rimanenti.
L'operazione di Out(Fn) sullo spazio esterno è definita come segue. Ogni automorfismo {\displaystyle g} di {\displaystyle F_{n}} induce un'equivalenza automotopica {\displaystyle g'} della rosa di n cerchi. Comporre {\displaystyle f} con {\displaystyle g'} dà l'azione desiderata. E nell'altro modello si tratta semplicemente dell'applicazione di {\displaystyle g} e della riduzione ciclica della parola risultante.

### Collegamento alle funzioni di lunghezza
Ciascun punto nello spazio esterno determina un'unica funzione di lunghezza {\displaystyle l_{X}\colon F_{n}\to \mathbb {R} }. Una parola in {\displaystyle F_{n}} determina tramite l'equivalenza di omotopia scelta un cammino chiuso in {\displaystyle X}. La lunghezza della parola è quindi la lunghezza minima di un cammino nella classe di omotopia libera di quel cammino chiuso. Tale funzione di lunghezza è costante su ciascuna classe di coniugio.
L'assegnazione {\displaystyle X\mapsto l_{X}} definisce un inserimento dello spazio esterno in uno spazio proiettivo di dimensione infinita.

### Struttura simpliciale sullo spazio esterno
Nel secondo modello tutti questi hanno un simplesso aperto, dato da tutti quei {\displaystyle \mathbb {R} }-grafi che hanno contemporaneamente lo stesso grafo sottostante e gli stessi spigoli sono rappresentati con le stesse parole (solo la lunghezza dei collegamenti/spigoli può differire). Il complesso simpliciale di tale simplesso è costituito da tutti i grafi che derivano da questo grafo collassando uno spigolo. Se quello spigolo è un anello non può essere collassato senza cambiare il tipo di omotopia del grafo, per cui non esiste un simplesso al confine. Quindi si può equiparare lo spazio esterno ad un complesso simpliciale con alcuni simplessi rimossi. È facile verificare che l'azione di {\displaystyle \mathrm {Out} (F_{n})} è semplice e ha gruppi isotropi finiti.

## Struttura
La mappa dell’abelianizzazione {\displaystyle F_{n}\to \mathbb {Z} ^{n}} induce un omomorfismo da {\displaystyle \mathrm {Out} (F_{n})} al gruppo lineare generale {\displaystyle \mathrm {GL} (n,\mathbb {Z} )}, quest'ultimo essendo il gruppo degli automorfismi di {\displaystyle \mathbb {Z} ^{n}}. Questa mappa diventa, creando {\displaystyle \mathrm {Out} (F_{n})} un'estensione di gruppo,
{\displaystyle 1\to \mathrm {Tor} (F_{n})\to \mathrm {Out} (F_{n})\to \mathrm {GL} (n,\mathbb {Z} )\to 1} .
Il nucleo {\displaystyle \mathrm {Tor} (F_{n})} è il gruppo Torelli di {\displaystyle F_{n}}.
Nel caso {\displaystyle n=2}, la mappa {\displaystyle \mathrm {Out} (F_{n})\to \mathrm {GL} (n,\mathbb {Z} )} è un isomorfismo.

## Analogia con i mapping class group
Siccome {\displaystyle F_{n}} è il gruppo fondamentale di una rosa di n cerchi, {\displaystyle \mathrm {Out} (F_{n})} può essere descritto topologicamente come il mapping class group di una rosa di n cerchi (nella categoria dell'omotopia), in analogia al mapping class group di una superficie chiusa che è isomorfa al gruppo di automorfismo esterno del gruppo fondamentale di quella superficie.